# Pseudomicippe nipponica
Pseudomicippe nipponica is een krabbensoort uit de familie van de Majidae. De wetenschappelijke naam van de soort is voor het eerst geldig gepubliceerd in 1937 door Sakai.